# هيو ديفيس
هيو ديفيس (بالإنجليزية: Hugh Davies (botanist))‏ (و. 1739 – 1821 م) هو عالم نبات، وعالم نباتات لاوعائية، وlichenologist من المملكة المتحدة .

## التعليم
تعلم في Jesus College